# Ơ
Ơ یکی از دوازده واکهٔ زبان ویتنامی است و صدای [ɤ] را می‌رساند. از آنجا که این زبان دارای نواخت می‌باشد، این حرف دارای پنج متغیر زیر نیز می‌باشد:
- Ờ ờ
- Ớ ớ
- Ở ở
- Ỡ ỡ
- Ợ ợ